# ۱۴۰۹ (خورشیدی)
سال ۱۴۰۹ خورشیدی، هزار و چهارصد و نهمین سال گاه‌شماری هجری خورشیدی است. این سال عادی است.

## نام‌گذاری‌ها
- این سال در گاه‌شماری حیوانی سال سگ (狗) است.

## رویدادها

### خرداد
- جام جهانی فوتبال ۲۰۳۰ که به میزبانی اسپانیا و مراکش و پرتغال  برگزار می‌شود.